# Nahliel
Nahliel (hebreiska: נחליאל) är en judisk bosättning på  Västbanken. Den ligger i den nordöstra delen av landet. Nahliel ligger 590 meter över havet och antalet invånare är 412.
Terrängen runt Nahliel är kuperad. Runt Nahliel är det tätbefolkat, med 331 invånare per kvadratkilometer. Närmaste större samhälle är Modiin, 14,8 km sydväst om Nahliel. Trakten runt Nahliel består till största delen av jordbruksmark.